# Vito Maragioglio
Vito Maragioglio (* 1915 a Gropparello; † 23 de febrer del 1976 a Rapallo) fou un arquitecte, militar i egiptòleg italià. Els seus principals estudis, en col·laboració amb Celeste Rinaldi, se centren en l'arquitectura de les piràmides d'Egipte i, especialment, les piràmides de la regió de Memfis. Els seus treballs continuen sent les referències absolutes en l'arquitectura de les piràmides.

## Publicacions
- L'architettura delle piramidi Menfite, amb Celeste Rinaldi ;
- Korosko-Kasr Ibrim. Incisioni rupestri nubiane, amb Celeste Rinaldi, Curto ;